# اوستیانووا دولنا
اوستیانووا دولنا (به لهستانی:  Ustjanowa Dolna) یک روستا در لهستان است که در گمینا اوستژکی دولنه واقع شده‌است. اوستیانووا دولنا ۲۸۰ نفر جمعیت دارد.